# Eugênio de Castro
Eugênio de Castro è un comune del Brasile nello Stato del Rio Grande do Sul, parte della mesoregione del Noroeste Rio-Grandense e della microregione di Santo Ângelo.